# 第646傘兵旅 (以色列)
第646傘兵旅（希伯來語：‎）是以色列国防军的後備部隊，該旅於1974年贖罪日戰爭後成立，隸屬第252傘兵師。此後，該旅持續參與以軍軍事行動，如第一次黎巴嫩戰爭、阿克薩群眾起義、2008至2009年加沙戰爭及以色列—哈瑪斯戰爭。